# Свято-Троицкий Межиричский монастырь
Свято-Троицкий Межиричский монастырь ― комплекс монастырских строений XV—XVII веков в селе Межирич на Волыни, построенных князьями Острожскими. По своей планировке, композиции, соединению светских, культовых и оборонительных особенностей, ренессансному декору принадлежит к выдающимся архитектурным памятникам Украины. Находится в Острожском районе в 38 км к юго-востоку от Ровно, в 3 км к юго-западу от Острога. Относится к Ровенской и Острожской епархии Московского патриархата.

## История монастыря
В 1386 году великий князь Витовт грамотой подтвердил право князя Федора Острожского на Межирич. Именно Фёдор Острожский был в те времена владельцем местного небольшого деревянного замка, впоследствии сожжёного татарами. Потомок Фёдора князь Василий Острожский (Красный) возвёл на месте деревянного замка каменные замковые стены полутораметровой толщины, а его сын Иван Острожский построил деревянную Троицкую церковь. Существует легенда, что здесь и до монгольского нашествия существовал православный монастырь. 

Свод Троицкой церкви

Но во времена непрерывных татарских набегов на земли Великого княжества Литовского деревянные постройки не могли рассчитывать на долгую жизнь. Простояв всего несколько лет, церковь была сожжена во время одного из набегов. Но Острожские не оставили Межирич без храма: уже в середине XV в. здесь начинается строительство каменной церкви, которая и сохранилась до наших дней. На время их возведения Троицкая и Богоявленская церкви (последняя находится в Остроге) были самыми большими каменными храмами Волыни. Чтобы враг не смог снова разорить славянскую святыню, князья приказали укрепить Межирич высокими земляными валами. Их следы до сих пор заметны вокруг комплекса: изначально длина валов превышала два километра.
По инвентарной описи 1571 года известно, что тогдашняя крепость имела каменные стены, покрытые зубцами-мерлонами. По внутренней стороны стен шла деревянная оборонительная галерея. Рядом располагались каменная башня-колокольня и деревянный мост. А где укрепленный замок, там жизнь идет спокойно и более живо, развиваются ремесла и торговля. В 1605 году Межирич получил магдебургское право, и мещане официально получают королевское разрешение построить ратушу, лавки и баню, а также устраивать ярмарки дважды в год и торги по воскресеньям. И всё это благодаря монастырю, который в начале XVII в. перешёл к католикам.
С именем последнего представителя рода Острожских — католика Януша — связан важный этап в развитии Межерича. В 1606-10 гг. по его приказу проведены работы по переустройству замка и церкви во францисканский монастырь. С севера и юга к церкви были пристроены два двухэтажных корпуса с кельями. В их внешних углах выросли круглые трехъярусные башни с бойницами и конусообразными крышами, которые дают ещё больше сходства с замком. Вполне возможно, что реконструкцию проводил известный архитектор Павел Гродзицкий (ум. 1645), который в то время строил во Львове королевский арсенал. 
Во время казацкого восстания 1648 года в Межириче останавливался Богдан Хмельницкий. Казаки почти дотла разрушила город: по описанию 1708 года здесь зафиксировано разрушение земляных валов, а от панской резиденции осталось только два камина. Но монастырь сохранился.
Позже Межирич переходил от одних владетелей к другим, все больше нищая. В 1820 году в монастыре вспыхнул пожар, сгорела монастырская библиотека, которая насчитывала более 1900 томов. В 1866 году францисканский монастырь реорганизовали, а его костёл снова стал православной церковью ― приходской.
В начале XX в. собор капитально отремонтировали и по-новому расписали под руководством художника В. Ермакова. В 1930-е гг. монастырь закрыли. Вновь открыт в 1991 году. 

## Современность

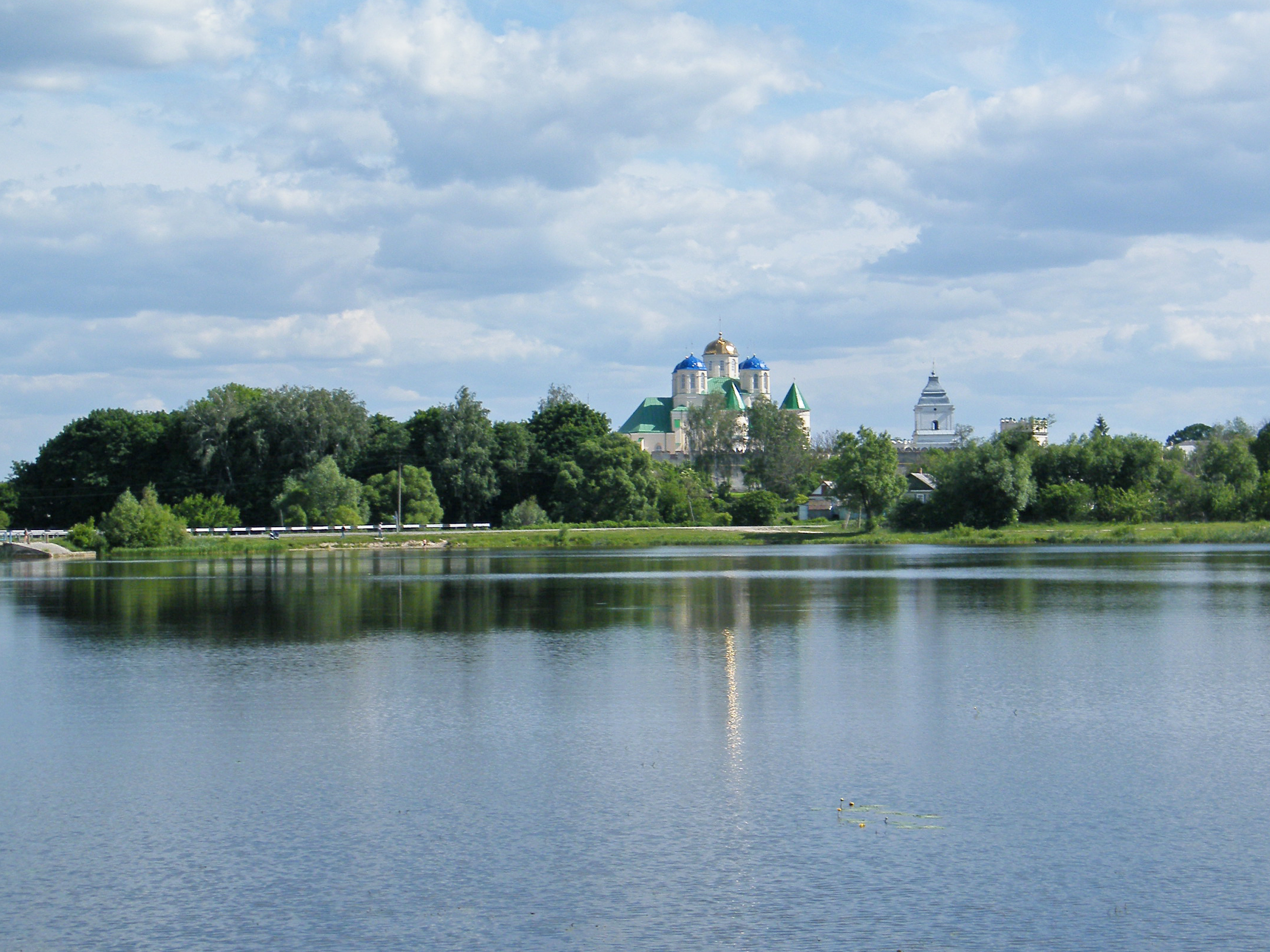
Вид на монастырь от реки

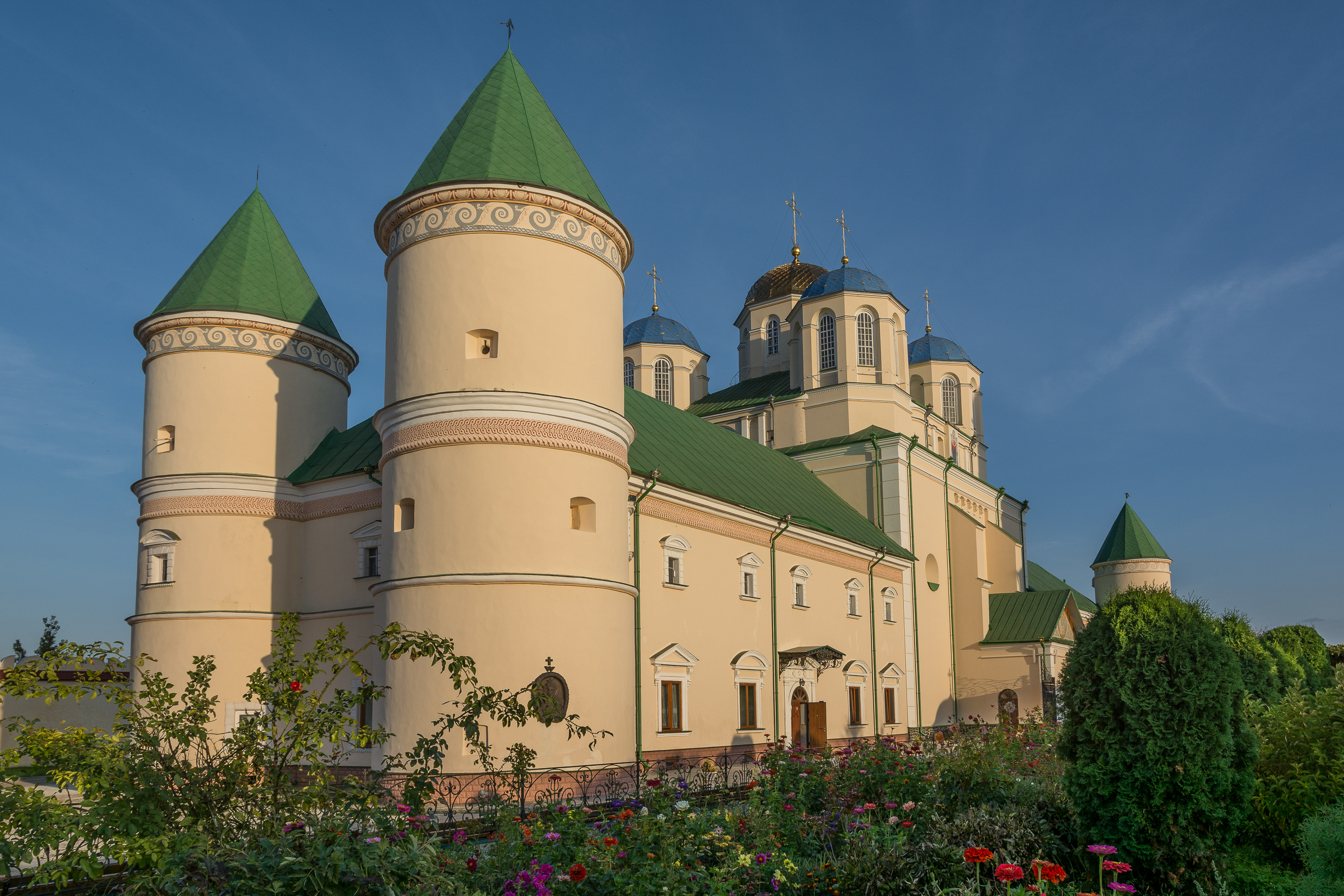
Соборная церковь

В архитектуре Троицкого собора XV века заметно продолжение древнерусских традиций, но налицо также иной характер пропорций, приспособление церкви к оборонительным задачам. Почти все остальные постройки возведены в 1606—1610 годах князем Янушем Острожским.
Правый придел освящён в честь Архистратига Михаила и всех Небесных сил бесплотных, левый — в честь святых апостолов Петра и Павла. В братском корпусе с 1993 года находится зимний храм иконы Божией Матери «Воспитание».
Монастырь имеет 4 га земли и небольшое хозяйство. При нём работает духовно-пастырское училище. Периодически проводятся реставрационные работы.

## Святыни монастыря
Главная святыня — чудотворная Межиричская икона Божией Матери, именуемая «Жизнеподательница», подаренная в 1582 году монастырю князем Иваном Васильевичем Острожским. Она находится в Троицком соборе и празднуется во вторник 6-й недели после Пасхи. Праздник иконы Божией Матери совершается 18 марта.
Также чтятся чудотворная икона прп. Антония Великого, икона с частицей мощей прпп. Киево-Печерских. В этом же соборе находится ковчежец с частицами мощей Киево-Печерских святых, в Ближних пещерах почивающих.
Богослужение в монастыре совершается ежедневно по монастырскому уставу.